# Cristian Zorzi
Cristian Zorzi (ur. 14 sierpnia 1972 w Cavalese) – włoski biegacz narciarski, trzykrotny medalista olimpijski, dwukrotny medalista mistrzostw świata.

## Kariera
Po raz pierwszy na arenie międzynarodowej pojawił się w 1991 roku, startując na mistrzostwach świata juniorów w Reit im Winkl. Zajął tam 41. miejsce na dystansie 30 km stylem dowolnym. Na rozgrywanych rok później mistrzostwach świata juniorów w Vuokatti zdobył brązowy medal w sztafecie, a w biegu na 30 km stylem dowolnym był czwarty.
W swoim pierwszym olimpijskim starcie, na igrzyskach olimpijskich w Salt Lake City, zdobył brązowy medal w sprincie techniką dowolną. Na tych samych igrzyskach wywalczył razem z Giorgio Di Centą, Fabio Majem i Pietro Pillerem Cottrerem srebrny medal w sztafecie 4 × 10 km. Cztery lata później, podczas igrzysk w Turynie sztafeta włoska z Zorzim w składzie zdobyła złoty medal. Zorzi startował także na igrzyskach olimpijskich w Vancouver, lecz medalu nie zdobył. Włosi zajęli 9. miejsce w sztafecie, a Zorzi wraz z Renato Pasinim zajął 8. miejsce w sprincie techniką dowolną.
Już w debiucie na mistrzostwach świata Zorzi zdobył medal zajmując drugie miejsce w sprincie stylem dowolnym na mistrzostwach w Lahti. Dwa lata później, na mistrzostwach w Val di Fiemme zajął 8. miejsce w tej samej konkurencji. Podczas mistrzostw świata w Oberstdorfie zajął 4. miejsce w sztafecie 4 × 10 km oraz w sprincie drużynowym techniką dowolną. Największy sukces osiągnął na mistrzostwach w Sapporo, gdzie razem z Renato Pasinim wywalczył złoty medal w sprincie drużynowym stylem dowolnym. Startował także na mistrzostwach w Libercu, ale zajmował tam miejsca poza czołową dziesiątką.
Najlepsze wyniki w Pucharze Świata osiągnął w sezonie 2001/2002, kiedy to zajął 7. miejsce w klasyfikacji generalnej, a w klasyfikacji sprintu był trzeci. Ponadto w sezonie 2000/2001 zajął drugie miejsce w klasyfikacji sprinterskiej.

## Osiągnięcia

### Igrzyska olimpijskie
| Miejsce | Dzień     | Rok  | Miejscowość    | Konkurencja                   | Czas biegu | Strata  | Zwycięzca          |
| ------- | --------- | ---- | -------------- | ----------------------------- | ---------- | ------- | ------------------ |
| 9.      | 9 lutego  | 2002 | Salt Lake City | 30 km st. dowolnym            | 1:11:31,0  | +1:39,0 | Christian Hoffmann |
| 2.      | 17 lutego | 2002 | Salt Lake City | Sztafeta 4 × 10 km            | 1:32:45,5  | +0,3    | Norwegia           |
| 3.      | 19 lutego | 2002 | Salt Lake City | Sprint st. dowolnym           | 2:56,9     | +0,3    | Tor Arne Hetland   |
| 4.      | 22 lutego | 2006 | Turyn          | Sprint st. dowolnym           | 2:26,5     | +5,2    | Björn Lind         |
| 1.      | 19 lutego | 2006 | Turyn          | Sztafeta 4 × 10 km            | 1:43:45,7  | -       | -                  |
| 8.      | 22 lutego | 2010 | Vancouver      | Sprint drużynowy st. dowolnym | 19:01,0    | +20,1   | Norwegia           |
| 9.      | 24 lutego | 2010 | Vancouver      | Sztafeta 4 × 10 km            | 1:45:05,4  | +2:11,2 | Szwecja            |

### Mistrzostwa świata
| Miejsce | Dzień     | Rok  | Miejscowość   | Konkurencja                      | Czas biegu | Strata  | Zwycięzca             |
| ------- | --------- | ---- | ------------- | -------------------------------- | ---------- | ------- | --------------------- |
| 2.      | 21 lutego | 2001 | Lahti         | Sprint stylem dowolnym           | 3:14,1     | +0,8    | Tor Arne Hetland      |
| 6.      | 22 lutego | 2001 | Lahti         | Sztafeta 4 × 10 km               | 1:36:42,5  | +2:02,6 | Norwegia              |
| 10.     | 25 lutego | 2003 | Val di Fiemme | Sztafeta 4 × 10 km               | 1:31:56,4  | +2:03,2 | Norwegia              |
| 8.      | 26 lutego | 2003 | Val di Fiemme | Sprint stylem dowolnym           | 3:12,1     | -       | Thobias Fredriksson   |
| 17.     | 17 lutego | 2005 | Oberstdorf    | 15 km stylem dowolnym            | 34:49,7    | +1:05,1 | Pietro Piller Cottrer |
| 4.      | 24 lutego | 2005 | Oberstdorf    | Sztafeta 4 × 10 km               | 1:39:04,4  | +44,9   | Norwegia              |
| 4.      | 22 lutego | 2005 | Oberstdorf    | Sprint drużynowy stylem dowolnym | 14:08,6    | +13,3   | Norwegia              |
| 1.      | 23 lutego | 2007 | Sapporo       | Sprint drużynowy stylem dowolnym | 17:50,6    | -       | -                     |
| 66.     | 28 lutego | 2007 | Sapporo       | 15 km stylem dowolnym            | 35:50,0    | +3:53,9 | Lars Berger           |
| 9.      | 2 marca   | 2007 | Sapporo       | Sztafeta 4 × 10 km               | 1:30:49,2  | +3:20,1 | Norwegia              |
| 23.     | 24 lutego | 2009 | Liberec       | Sprint stylem dowolnym           | 3:00,8     | -       | Ola Vigen Hattestad   |
| 12.     | 1 marca   | 2009 | Liberec       | 50 km stylem dowolnym            | 1:59:38,1  | +11,0   | Petter Northug        |

### Mistrzostwa świata juniorów
| Miejsce | Dzień    | Rok  | Miejscowość   | Konkurencja             | Wynik     | Strata   | Zwycięzca           |
| ------- | -------- | ---- | ------------- | ----------------------- | --------- | -------- | ------------------- |
| 41.     | 8 marca  | 1991 | Reit im Winkl | 30 km stylem dowolnym   | 1:25:35,9 | +10:08,0 | Thomas Alsgaard     |
| 29.     | 18 marca | 1992 | Vuokatti      | 10 km stylem klasycznym | 25:11,9   | +1:56,2  | Mathias Fredriksson |
| 3.      | 20 marca | 1992 | Vuokatti      | Sztafeta 4 × 10 km      | ?         | ?        | Szwecja             |
| 4.      | 22 marca | 1992 | Vuokatti      | 30 km stylem dowolnym   | 1:19:15,7 | +2:08,6  | Mathias Fredriksson |

### Puchar Świata

#### Miejsca w klasyfikacji generalnej
- sezon 1995/1996: 75.
- sezon 1996/1997: 52.
- sezon 1997/1998: 51.
- sezon 1998/1999: 52.
- sezon 1999/2000: 10.
- sezon 2000/2001: 11.
- sezon 2001/2002: 7.
- sezon 2002/2003: 12.
- sezon 2003/2004: 57.
- sezon 2004/2005: 21.
- sezon 2005/2006: 23.
- sezon 2006/2007: 101.
- sezon 2007/2008: 76.
- sezon 2008/2009: 41.
- sezon 2009/2010: 77.

#### Miejsca na podium
| Nr  | Dzień           | Rok  | Miejscowość            | Konkurencja         | Czas biegu | Strata | Pozycja | Zwycięzca           |
| --- | --------------- | ---- | ---------------------- | ------------------- | ---------- | ------ | ------- | ------------------- |
| 1.  | 3 marca         | 2000 | Lahti                  | Sprint st. dowolnym | -          | -      | 1       |                     |
| 2.  | 17 grudnia      | 2000 | Brusson                | Sprint st. dowolnym | -          | -      | 3       | Thomas Alsgaard     |
| 3.  | 29 grudnia      | 2000 | Engelberg              | Sprint st. dowolnym | -          | -      | 2       | Tor Arne Hetland    |
| 4.  | 9 grudnia       | 2001 | Cogne                  | Sprint st. dowolnym | -          | -      | 1       |                     |
| 5.  | 27 grudnia      | 2001 | Garmisch-Partenkirchen | Sprint st. dowolnym | -          | -      | 1       |                     |
| 6.  | 19 grudnia      | 2002 | Linz                   | Sprint st. dowolnym | -          | -      | 3       | Mikael Östberg      |
| 7.  | 12 lutego       | 2003 | Reit im Winkl          | Sprint st. dowolnym | -          | -      | 1       |                     |
| 8.  | 20 marca        | 2003 | Borlänge               | Sprint st. dowolnym | -          | -      | 3       | Thobias Fredriksson |
| 9.  | 23 października | 2004 | Düsseldorf             | Sprint st. dowolnym | -          | -      | 3       | Peter Larsson       |
| 10. | 4 lutego        | 2006 | Davos                  | Sprint st. dowolnym | -          | -      | 2       | Björn Lind          |

### FIS Marathon Cup

#### Miejsca w klasyfikacji generalnej
- sezon 2007/2008: 27.
- sezon 2010/2011: 26.
- sezon 2011/2012: 30.
- sezon 2012/2013: 8.

#### Miejsca na podium
| Nr | Dzień      | Rok  | Zawody              | Dystans               | Czas biegu | Strata | Pozycja | Zwycięzca     |
| -- | ---------- | ---- | ------------------- | --------------------- | ---------- | ------ | ------- | ------------- |
| 1. | 19 grudnia | 2010 | La Sgambeda         | 42 km stylem dowolnym | 1:37:49,6  | +3,0   | 3.      | Fabio Santus  |
| 2. | 11 marca   | 2012 | Engadin Skimarathon | 42 km stylem dowolnym | 1:31:21,1  | +2,3   | 3.      | Roman Furger  |
| 3. | 10 marca   | 2013 | Engadin Skimarathon | 42 km stylem dowolnym | 1:28:19,6  | +0,5   | 2.      | Pierre Guedon |